# Lycenchelys porifer
Lycenchelys porifer és una espècie de peix de la família dels zoàrcids i de l'ordre dels perciformes.

## Morfologia
- Els mascles poden assolir 29,9 cm de longitud total.[4][5]

## Hàbitat
És un peix marí i d'aigües profundes que viu entre 1.568-1.656 m de fondària.

## Distribució geogràfica
Es troba al Pacífic oriental: des del Golf de Califòrnia fins al Perú.

## Observacions
És inofensiu per als humans.